# حارة ريمان (مودية)
ريمان هي إحدى حارات حي 14-أكتوبر بمدينة مودية التابعة لمحافظة أبين، بلغ تعداد سكانها 780 نسمة حسب تعداد اليمن لعام 2004.